# Óengus mac Nad Froích
Óengus mac Nad Froích (mort en 490), issu des  Eóganachta, il est le premier roi de Munster  chrétien.

## Origine
Óengus est le fils de Nad Froich mac Cuirc par sa seconde épouse Faochan, une princesse présentée comme la fille du « roi de Man ». Selon la chronologie retenue par Geoffrey Keating dans son History of Ireland Oengus est crédité d'un règne de 36 ans dont le point de départ est fixé à 453. La date de sa mort devrait  donc être fixée à 489, mais Francis J. Byrne estime qu'il convient de  repousser cette date à 490/492, dates retenues par les Annales d'Ulster et dans les Annales d'Inisfallen,.
.

## Règne
Óengus est baptisé dans le palais royal de Cashel par saint Patrick lui-même et il impose une taxe aux chrétiens convertis du Munster au profit de St. Patrick. La tradition rapporte que le saint l'aurait « baptisé dans le sang » en le blessant au pied avec sa crosse au moment de son baptême. Ce dernier, croyant qu'il s'agissait d'une « épreuve » du cérémonial, souffrit en silence. Le roi est ensuite devenu très pieux et s'est entouré de clercs et il est précisé que la moitié de sa nombreuse descendance s'est consacrée à l'église.
Óengus, qui doit faire face à une vaste coalition de ses ennemis, meurt au combat lors de la bataille de Cenn Losnada en Mag Fea. Son épouse, Eithni Uathach ingen Cremthainn, surnommée « l'odieuse », est également tuée. Elle appartenait à la dynastie des Uí Cheinnselaigh, un Sept du Laigin. Les vainqueurs du combat sont Iollann mac Dunlaing et son frère, Oilill des Uí Dúnlainge, un autre sept du Laigin, ainsi qu'Eochaidh Guinech des Uí Bairrche, également sept de Laigin, mais aussi Muirchertach Mac Ercae, Uí Néill, roi d'Ailech. La tête d'Óengus est coupée et prise comme trophée par Iollan.
Óengus apparait également dans un texte littéraire du IXe siècle « l' Expulsion des Déisi », dans lequel il donne un territoire aux Déisi errants. Toutefois, le récit situe l'histoire à l'époque de Cormac Mac Airt, qui est réputé avoir vécu 200 ans avant Óengus.

## Postérité
Óengus est l'ancêtre direct de trois des principaux septs des Eóganachta, les lignées de Cashel, Arithir Cliach et Glendamnach. Ses enfants sont : 
- Eochaid mac Óengusa, ancêtre des Eóganacht Airthir Chlíach & Eóganacht Glendamnach ;
- Áed Cáech ;
- Senach ;
- Bressal, ancêtre des Éoganacht Eóganacht Chaisil ;
- Feidlimid mac Óengusa, ancêtre des  Eóganacht Chaisil ;
- Ailinn, épouse de Lugaid mac Lóegairi Ard ri Erenn ;
- Uchdelb, épouse d'Ailill Molt Ard ri Erenn.

## Sources
- (en) Cet article est partiellement ou en totalité issu de l’article de Wikipédia en anglais intitulé « Óengus mac Nad Froích » (voir la liste des auteurs), édition du 25 avril 2012.
- (en) Early Christian Ireland by T. M. Charles-Edwards
- (en) Kuno Meyer (Ed. année 1901) The Expulsion of the Dessi Y Cymmrodor volume 14 p. 101–135
- (en)  Edel Bhreathnach (sous la direction) The Kingship and landscape of Tara.Fours Courts Press for The Discovery Programme Dublin (2005) Table 9: « Early Éoganachta » p. 356-357
- (en) Francis John Byrne, Irish Kings and High-Kings. Four Courts Press  Dublin (2001). 2e édition  (ISBN 1851821961).
- (en) Gearóid Mac Niocaill (en), Ireland before Vikings, Dublin, Gill & Macmillan, 1972, p. 7 Fig. n° 1 The early generations of the Eóganacht